# Искупление Хама

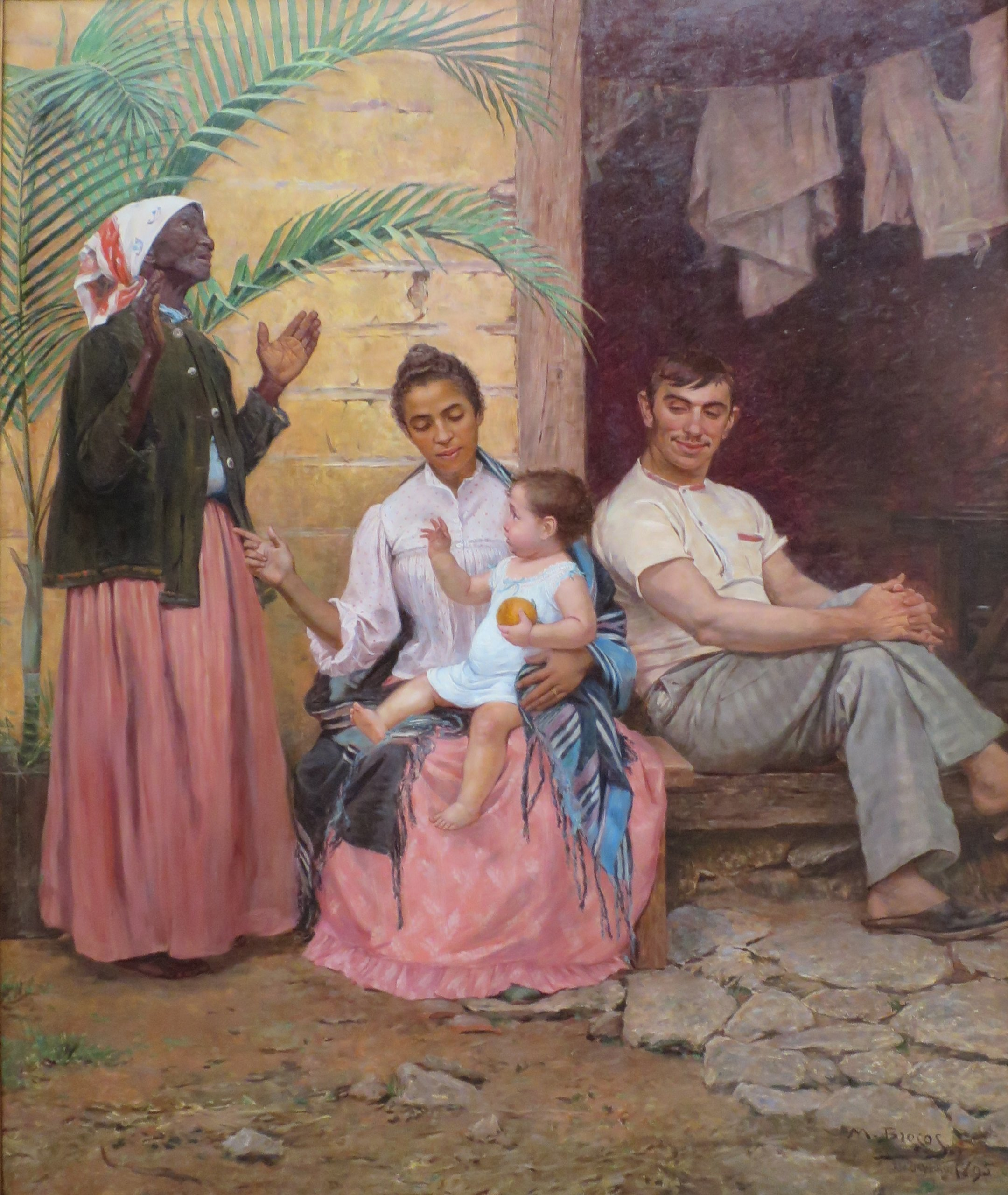
Картина «Искупление Хама»

«Искупление Хама» (порт. A Redenção de Cam) — картина маслом на холсте, которую в 1895 году выполнил испанский художник Модесто Брокос, поселившийся в Бразилии. Работа посвящена популярной расовой теории «отбеливания» бразильского населения в конце XIX века, которое происходило в результате активного расового смешения между европейскими иммигрантами и потомками чернокожих рабов, завезённых из Африки. Картина находится в Национальном музее изобразительных искусств Рио-де-Жанейро.

## Характеристика
Название картины отсылает зрителей к библейскому эпизоду о проклятии Хама за насмешку над наготой и пьянством отца, Ноя, а также и всех его потомков, как сообщается в книге Бытия. Согласно поздней легенде, потомки Хама были чернокожими из Африки, что среди христиан долгое время делало приемлемой работорговлю, а также само рабство в Бразилии до 1888 года.
После отмены рабства возникла необходимость изобретения новой общественной концепции, которая помогла бы бразильским неграм лучше уживаться с их новым, нерабским положением, в котором чернокожие бразильцы и бедные иммигранты из Южной Европы теперь формировали один социальный класс, что привело к активному межрасовому смешению и быстрому росту нового этноса метисов-парду. Картина, таким образом, стала квинтэссенцией рождения народа Бразилии, смешанного по своей сути.
В своей работе Модесто Бронкос изображает три поколения одной семьи на пороге бедного жилья: бабушка-негритянка, дочь-мулатка, её белый муж и, наконец, их практически белый ребёнок. Старая мать поднимает руки к небу, благодаря Господа, что дочь вышла замуж за белого и родила внешне белого ребёнка, который сможет обладать более выгодными перспективами социального роста по сравнению с матерью и чернокожей бабушкой, бывшей рабыней. Рождение «отбеленного» внука теперь, вероятнее всего, позволит избавить семью от тяжёлого рабского наследия.